# Рэйчел выходит замуж
«Рэ́йчел выхо́дит за́муж» (англ. Rachel Getting Married) — американская драма режиссёра Джонатана Демми. История о непростых семейных взаимоотношениях двух сестёр и их родных, которые дают о себе знать особенно остро на свадьбе одной из них.
Фильм получил ряд номинаций на различные премии, в том числе актриса Энн Хэтэуэй получила номинацию на «Золотой Глобус» и «Оскар» в категории «Лучшая женская роль».

## Сюжет
Наркоманка Ким возвращается в родной пригород после лечения в специализированной клинике. Через несколько дней состоится свадьба её сестры Рэйчел. Она решает на неё пойти. Однако ей трудно скрыть досаду от того, что теперь все внимание приковано именно к ней. Но и старшей сестре не просто принять возвращение Ким. Ведь, будучи трудным подростком, та отодвигала сестру на второй план. Выяснение отношений проливает свет на многие вещи, связанные с семьей, о которых все предпочитали молчать.

## В ролях
| Актёр           | Роль                         |
| --------------- | ---------------------------- |
| Энн Хэтэуэй     | Ким                          |
| Розмари ДеУитт  | Рэйчел                       |
| Билл Ирвин      | Пол                          |
| Тунде Адебимпе  | Сидни                        |
| Мэтер Зикел     | Кьеран                       |
| Анна Дивер Смит | Кэрол                        |
| Дебра Уингер    | Эбби                         |
| Себастиан Стэн  | Уолтер                       |
| Рослин Рафф     | Роза                         |
| Дориан Миссик   | Гость на репетиционном ужине |

## Создание
Сценарий в течение семи недель писала Дженни Люмет, актриса, дочь известного кинорежиссёра Сидни Люмета. Для неё этот сценарий был пятым, но первым, по которому сняли фильм. 
Съёмки проходили с сентября по ноябрь 2007 года в Коннектикуте, США. Производством картины занимались студии Clinica Estetico и Marc Platt Productions, и ещё несколько компаний работали над визуальными эффектами. Прокатом в США занималась компания Sony Classics.

## Критика
Фильм был высоко оценён критиками. На сайте Rotten Tomatoes фильм имеет рейтинг 85 % на основе 191 рецензий. 
Роджер Эберт дал фильму 4 звезды из 4-х, отметив, что помимо истории, интересной самой по себе, «Рэйчел выходит замуж» походит на основную музыкальную тему для зарождающейся новой эры. Майкл Филлипс из Chicago Tribune назвал фильм «триумфом атмосферы» и похвалил игру актёров, заявив, что «Хэтэуэй, ДеВитт, Ирвин и особенно Уингер работают над фильмом на очень высоком уровне».

## Награды и номинации
- 2009 — номинация на премию «Оскар» за лучшую женскую роль (Энн Хэтэуэй)
- 2009 — номинация на премию «Золотой глобус» за лучшую женскую роль — драма (Энн Хэтэуэй)
- 2009 — премия «Выбор критиков» за лучшую женскую роль (Энн Хэтэуэй), а также номинация за лучший актёрский состав
- 2009 — 6 номинаций на премию «Независимый дух»: лучший фильм (Неда Армиан, Джонатан Демми, Марк Платт), лучший режиссёр (Джонатан Демми), лучшая женская роль (Энн Хэтэуэй), лучшая женская роль второго плана (Розмари ДеУитт и Дебра Уингер), лучший дебютный сценарий (Дженни Люмет)
- 2009 — номинация на премию Гильдии киноактёров США за лучшую женскую роль (Энн Хэтэуэй)
- 2008 — премия «Спутник» за лучшую женскую роль второго плана (Розмари ДеУитт), а также номинация за лучшую женскую роль — драма (Энн Хэтэуэй)
- 2008 — премия Национального совета кинокритиков США за лучшую женскую роль (Энн Хэтэуэй), а также попадание в десятку лучших независимых фильмов года
- 2008 — номинация на Золотого льва Венецианского кинофестиваля (Джонатан Демми)